# 迈森塔勒
迈森塔勒（法語：Meisenthal，法語發音：[maizəntal]；洛林法兰克语：Meisetal）是法国摩泽尔省的一个市镇，位于该省东部，属于萨尔格米讷区。

## 地理
迈森塔勒（48°57'56"N, 7°21'8"E）面积6.36 平方千米，位于法国大東部大區摩泽尔省，该省份为法国东北部内陆省份，是洛林的一部分，西南接默尔特-摩泽尔省，东临下莱茵省，北与卢森堡和德国接壤。
与迈森塔勒接壤的市镇（或旧市镇、城区）包括：格岑布吕克、蒙布龙、穆特鲁斯、圣路易莱比奇、苏赫特、莫代尔河畔温根。
迈森塔勒的时区为UTC+01:00、UTC+02:00（夏令时）。

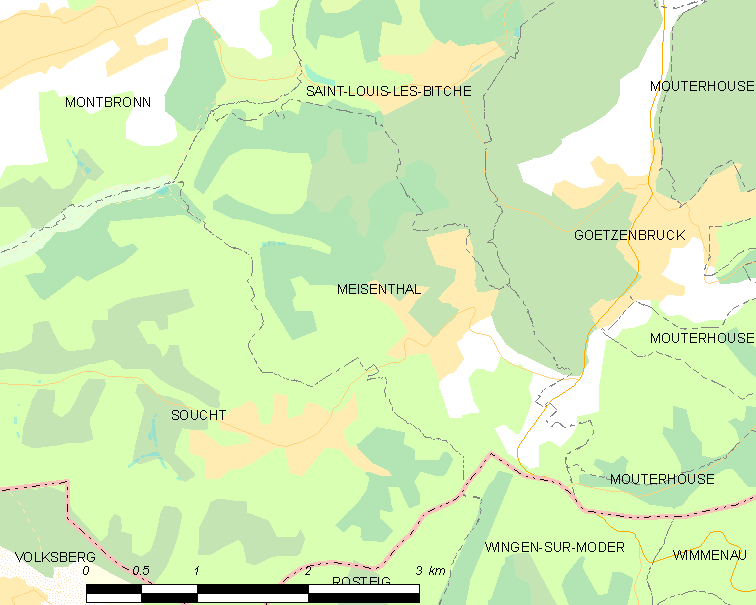
迈森塔勒的OSM定位图

## 行政
迈森塔勒的邮政编码为57960，INSEE市镇编码为57456。

## 政治
迈森塔勒所属的省级选区为比奇县。

## 人口

1962-2008年间迈森塔勒人口变化图示

迈森塔勒于2022年1月1日时的人口数量为641人。